# Bérenger de Saint-Papoul
Pour les articles homonymes, voir Bérenger et Saint Bérenger.
Bérenger de Saint-Papoul, mort en 1093, était un moine bénédictin de l'abbaye de Saint-Papoul dans l'Aude.
C'est un saint de l'Église catholique, célébré localement le 26 mai.

## Biographie
Moine, il a exercé les charges de maître des novices, d'aumônier et de maître des travaux. Il pratiqua si bien toutes les vertus monastiques qu'il fut canonisé.

## Vénération
Ses reliques sont vénérées dans l'église abbatiale, dont le pape Jean XXII fit un évêché en 1317, et qui le resta jusqu’à la Révolution française. 
, 
Il est célébré le 26 mai.